# 대런 퍼거슨
대런 퍼거슨(Darren Ferguson, 1972년 2월 9일 ~ )은 스코틀랜드 출신의 전직 축구 선수이자 현 축구 지도자로 알렉스 퍼거슨의 아들로 알려져 있으며 현재 피터버러 유나이티드의 감독직을 맡고 있다.